# بيانات رئيسة
البيانات الرئيسة «تمثل بيانات حول الكيانات التجارية التي توفر سياقًا للمعاملات التجارية». فئات البيانات الرئيسة الأكثر شيوعًا هي الأطراف (الأفراد والمؤسسات، وأدوارهم، مثل العملاء والموردين والموظفين)، والمنتجات والهياكل المالية (مثل دفاتر الأستاذ ومراكز التكلفة) والمفاهيم الجغرافية.
وينبغي التمييز بين البيانات الرئيسة والبيانات المرجعية. في حين أن كلاهما يوفر سياقًا للمعاملات التجارية، فإن البيانات المرجعية تهتم بالتصنيف، بينما تهتم البيانات الرئيسة بالكيانات التجارية.